# Stoebe
Stoebe is een geslacht uit de composietenfamilie (Asteraceae). De soorten komen voor in de Kaapprovincie in Zuid-Afrika.

## Soorten
- Stoebe aethiopica L.
- Stoebe alopecuroides (Lam.) Less.
- Stoebe bruniades Levyns
- Stoebe capitata P.J.Bergius
- Stoebe cyathuloides Schltr.
- Stoebe fusca (L.) Thunb.
- Stoebe gomphrenoides P.J.Bergius
- Stoebe leucocephala DC.
- Stoebe microphylla DC.
- Stoebe montana Schltr. ex Levyns
- Stoebe muirii Levyns
- Stoebe nervigera (DC.) Sch.Bip.
- Stoebe phyllostachya (DC.) Sch.Bip.
- Stoebe prostrata L.
- Stoebe rosea Wolley-Dod
- Stoebe rugulosa Harv.
- Stoebe schultzii Levyns